# Rabensburg
Rabensburg (slowakisch, tschechisch Ranšpurk, tschechisch auch Havranohrad) ist eine Marktgemeinde mit 1061 Einwohnern (Stand 1. Jänner 2025) im Bezirk Mistelbach in Niederösterreich.

## Geografie
Rabensburg liegt im Weinviertel an der Staatsgrenze zu Tschechien, die vom Fluss Thaya gebildet wird.
Die Fläche der Marktgemeinde umfasst 20,06 Quadratkilometer. Davon sind 85 Prozent landwirtschaftliche Nutzfläche, 5 Prozent der Fläche sind bewaldet.

### Gemeindegliederung
Es gibt nur die Katastralgemeinde Rabensburg.

### Nachbargemeinden
|           | Bernhardsthal                               |                     |
| Hausbrunn | Kompassrose, die auf Nachbargemeinden zeigt | Lanžhot, Tschechien |
|           | Hohenau an der March                        |                     |

## Geschichte
Das Gebiet von Rabensburg war bereits in der Jungsteinzeit, der Bronzezeit und der Hallstattzeit besiedelt. In der Flur Tiergartenlehen sind drei hallstattzeitliche Hügelgräber erhalten.
Rabensburg wurde urkundlich erstmals 1255 erwähnt. König Johann von Böhmen eroberte den Ort 1328. Nach den Kuenringern und Zelkingern erhielten 1385 die Liechtensteiner die Herrschaft Rabensburg. Rabensburg wurde 1414 zum Markt erhoben, 1835 wurde das Marktrecht erneuert. Vor allem Ende des 17. Jahrhunderts und Anfang des 18. Jahrhunderts fanden bei Rabensburg zahlreiche Grenzkämpfe statt.
Mitte des 19. Jahrhunderts erforschte der tschechische Historiker Alois Vojtěch Šembera die slawische Besiedlung des westlichen March- und Zayaufers. Er kam zum Schluss, dass die Bevölkerung ab Waltersdorf, mit der Ausnahme von Drösing, bis zur heutigen Staatsgrenze zur überwiegenden Mehrheit (Hohenau und Rabensburg über 90 %) aus Slowaken bestand. Die Volkszählungen Ende des 19. Jahrhunderts weisen zwischen den Jahrzehnten zum Teil absurd hohe Schwankungen bei der Feststellung der Umgangssprache aus, was auf eine weit verbreitete Zweisprachigkeit der in dem Gebiet lebenden Deutschen, Tschechen, Slowaken und Kroaten hindeutet. Der Assimilationsdruck verstärkte sich mit dem Aufkommen des Nationalitätenkonflikts zwischen Deutschen und Tschechen nach 1880 Bis in die Zwischenkriegszeit wurden Gottesdienste in slowakischer Sprache abgehalten und bei der älteren Generation konnte sich das Slowakische bis in die jüngste Zeit erhalten.
In den letzten Tagen des Zweiten Weltkriegs war Rabensburg Schauplatz von Kampfhandlungen und damit einhergehenden Zerstörungen. Darüber befindet sich im Archiv des Heeresgeschichtlichen Museums ein ausführlicher Bericht. Demnach wurde der Ort am 1. April 1945 durch deutsche Soldaten besetzt. Am 9. April wurden erstmals russische Soldaten gesichtet, und es setzte heftiger Artilleriebeschuss ein. Nach dem Fall von Hohenau am 15. April begann der Kampf um Rabensburg, wobei konzentriertes Artilleriefeuer den ganzen Tag über anhielt. In der Nacht auf den 16. April kamen die Russen bis zum Südende des Ortes, wurden jedoch wieder abgedrängt. In der darauf folgenden Nacht wurde der Ort abermals 6 Stunden hindurch mit Artillerie beschossen, was einige Todesopfer forderte und mehrere Häuser in Brand steckte. Der Beschuss ging auch am 18. April unvermindert weiter, bis sich die Deutschen auf Grund der Aussichtslosigkeit einer Verteidigung absetzten und die Russen kampflos in den Ort einmarschierten. Durch den langen Artilleriebeschuss waren 56 Häuser und die Volksschule „total abgebrannt“.

### Einwohnerentwicklung
Die Einwohnerzahl hat sich seit dem Jahr 1991 stabilisiert, da die negative Geburtenbilanz durch eine positive Wanderungsbilanz ausgeglichen wird.
| Rabensburg: Einwohnerzahlen von 1869 bis 2025       | Rabensburg: Einwohnerzahlen von 1869 bis 2025 | Rabensburg: Einwohnerzahlen von 1869 bis 2025 | Rabensburg: Einwohnerzahlen von 1869 bis 2025 | Rabensburg: Einwohnerzahlen von 1869 bis 2025 |
| --------------------------------------------------- | --------------------------------------------- | --------------------------------------------- | --------------------------------------------- | --------------------------------------------- |
| Jahr                                                |                                               |                                               |                                               | Einwohner                                     |
| 1869                                                | 1869                                          |                                               | 1.582                                         | 1.582                                         |
| 1880                                                | 1880                                          |                                               | 1.867                                         | 1.867                                         |
| 1890                                                | 1890                                          |                                               | 1.873                                         | 1.873                                         |
| 1900                                                | 1900                                          |                                               | 1.890                                         | 1.890                                         |
| 1910                                                | 1910                                          |                                               | 1.878                                         | 1.878                                         |
| 1923                                                | 1923                                          |                                               | 1.974                                         | 1.974                                         |
| 1934                                                | 1934                                          |                                               | 1.811                                         | 1.811                                         |
| 1939                                                | 1939                                          |                                               | 1.739                                         | 1.739                                         |
| 1951                                                | 1951                                          |                                               | 1.773                                         | 1.773                                         |
| 1961                                                | 1961                                          |                                               | 1.545                                         | 1.545                                         |
| 1971                                                | 1971                                          |                                               | 1.503                                         | 1.503                                         |
| 1981                                                | 1981                                          |                                               | 1.140                                         | 1.140                                         |
| 1991                                                | 1991                                          |                                               | 1.140                                         | 1.140                                         |
| 2001                                                | 2001                                          |                                               | 1.101                                         | 1.101                                         |
| 2011                                                | 2011                                          |                                               | 1.125                                         | 1.125                                         |
| 2021                                                | 2021                                          |                                               | 1.081                                         | 1.081                                         |
| 2025                                                | 2025                                          |                                               | 1.061                                         | 1.061                                         |
| Quelle(n): Statistik Austria, Gebietsstand 1.1.2021 |                                               |                                               |                                               |                                               |

## Kultur und Sehenswürdigkeiten

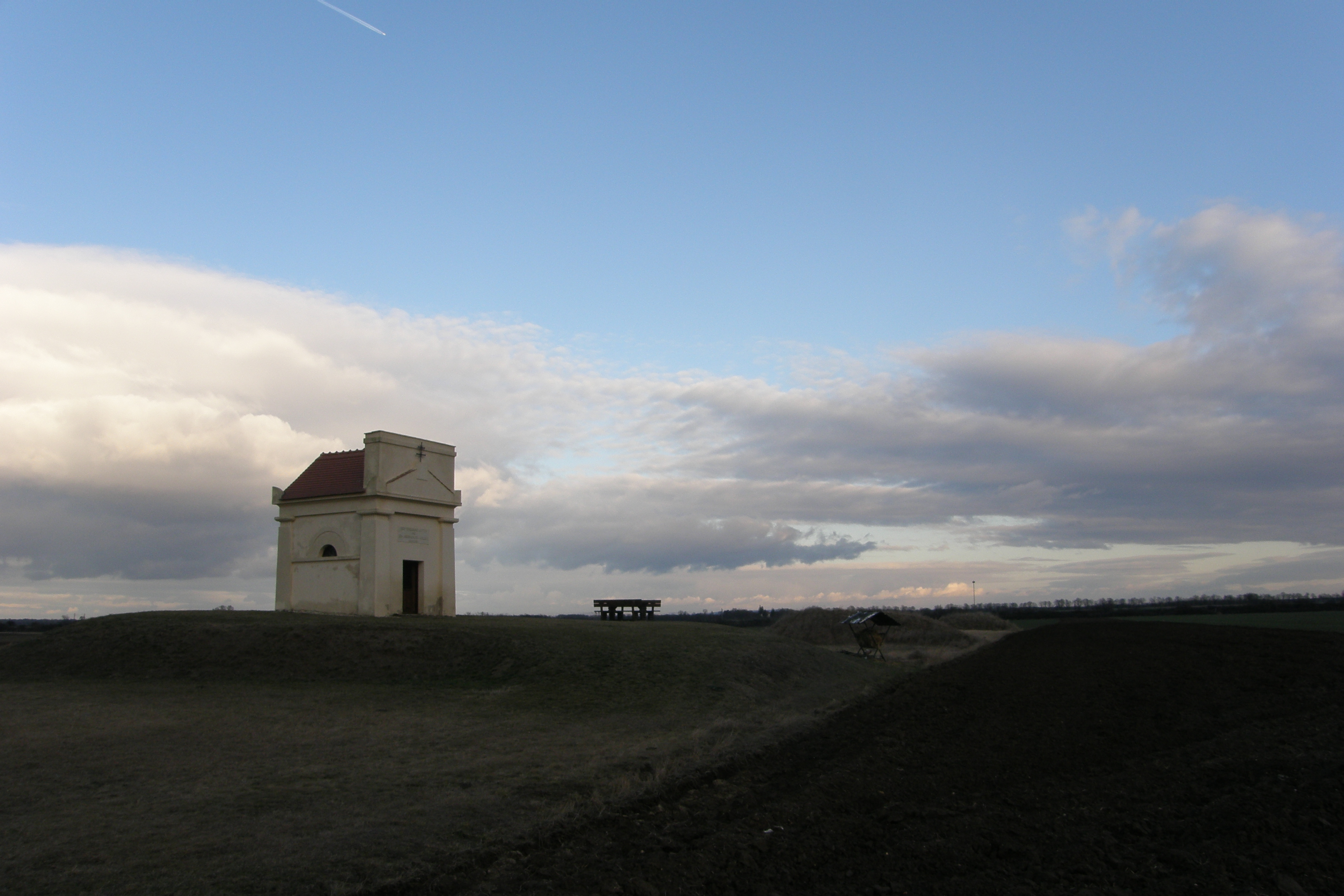
Hügelgräber Rabensburg mit Feldkapelle

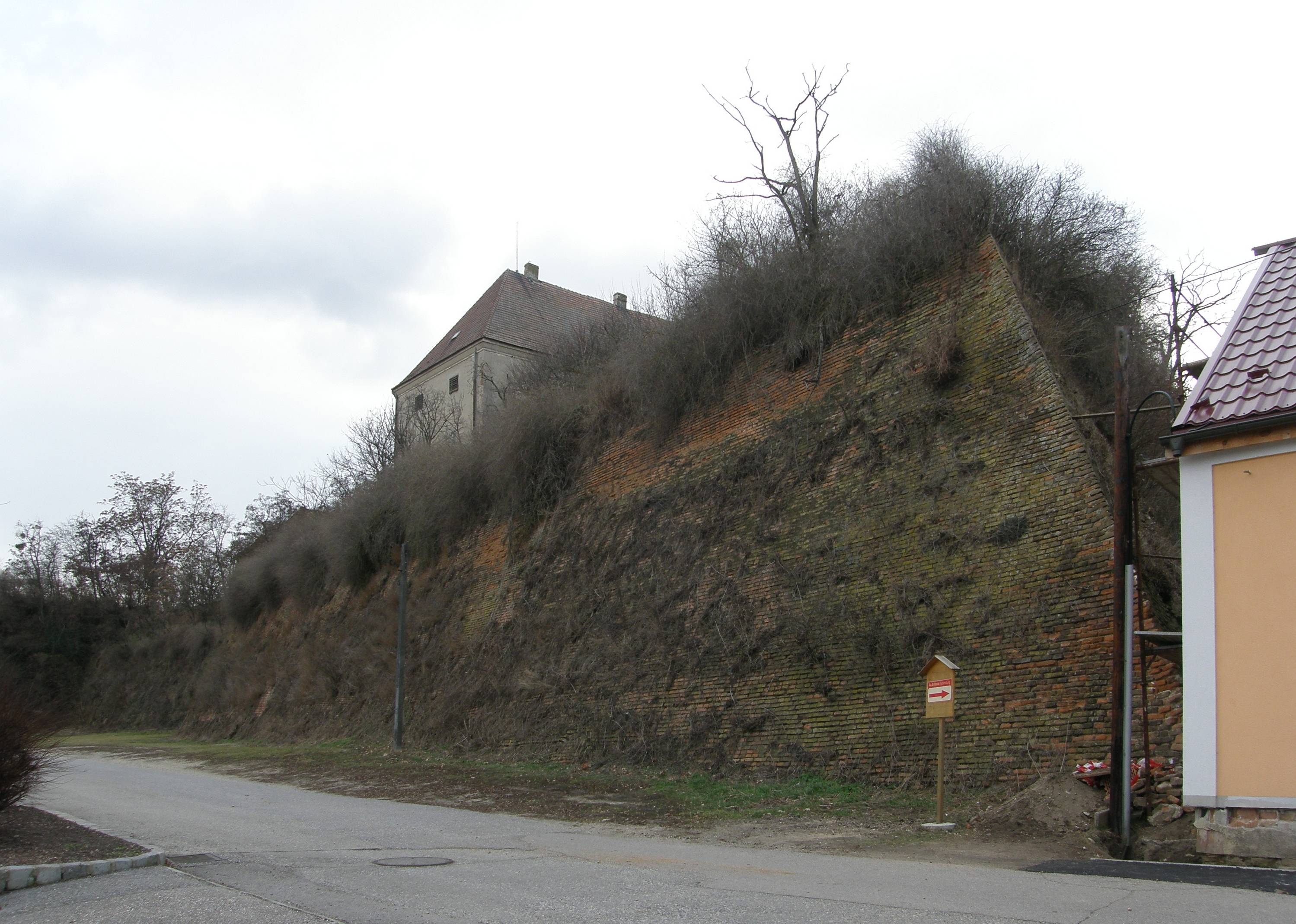
Schloss Rabensburg mit Bastei

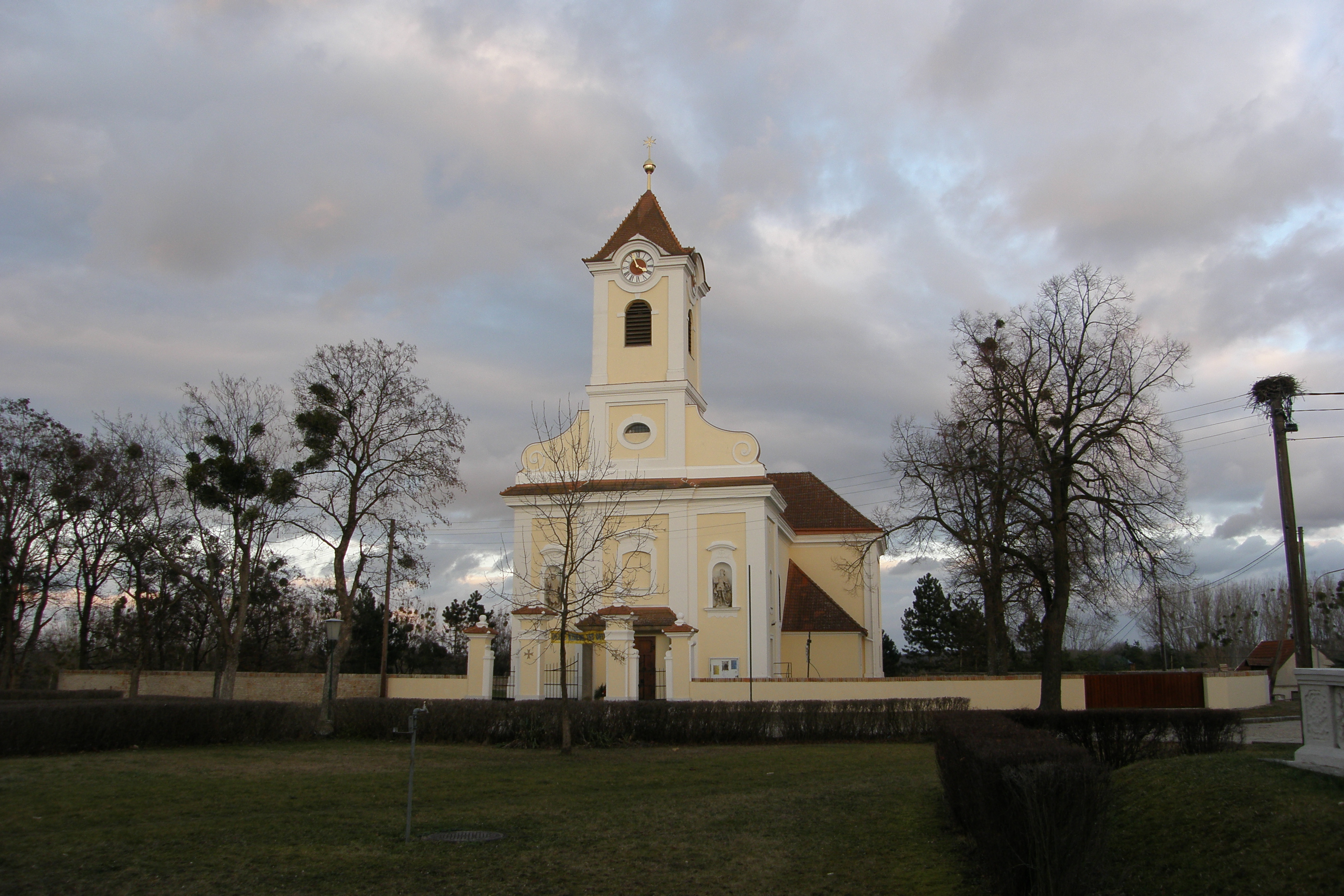
Pfarrkirche Rabensburg

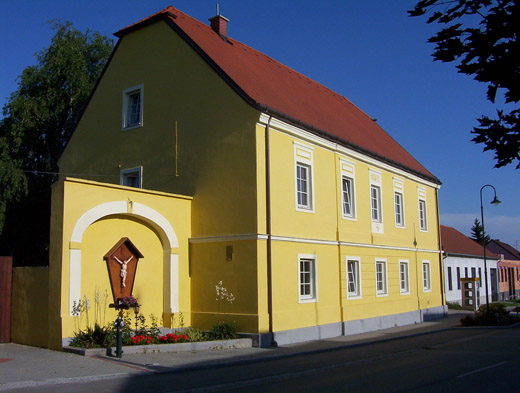
Richard-Simoncic-Museum

- Schloss Rabensburg: Die mittelalterliche Burg wurde im 17. Jahrhundert zum Schloss ausgebaut. Es ist nur von außen zu besichtigen.
- Katholische Pfarrkirche Rabensburg hl. Helena
- Richard Simoncic-Museum: Das volkskundliche Museum ist im denkmalgeschützten ehemaligen Pfarrhof untergebracht.[8]

## Wirtschaft und Infrastruktur
Im Jahr 2010 gab es in der Gemeinde vierzehn land- und forstwirtschaftliche Betriebe, davon waren zehn Haupterwerbsbetriebe, die über neunzig Prozent der Flächen bewirtschafteten. Im Jahr 1999 waren es 21 Betriebe und sechs Haupterwerbsbetriebe. Der Produktionssektor war schwach ausgeprägt, zwei Betriebe beschäftigten sechs Arbeitnehmer, vorwiegend mit der Herstellung von Waren. Der Dienstleistungssektor gab in 21 Betrieben sechzig Menschen Arbeit, mehr als die Hälfte arbeitete in sozialen und öffentlichen Diensten (Stand 2011).

### Bildung
In Rabensburg gibt es einen Kindergarten und eine Volksschule.

### Gesundheit
In der Marktgemeinde ordiniert ein praktischer Arzt.

### Verkehr
- Bahn: Rabenburg liegt an der Nordbahn.
- Straße: Bernstein Straße

## Politik

### Gemeinderat
Der Gemeinderat hat 19 Mitglieder.
- Mit den Gemeinderatswahlen in Niederösterreich 1990 hatte der Gemeinderat folgende Verteilung: 16 SPÖ und 3 ÖVP.
- Mit den Gemeinderatswahlen in Niederösterreich 1995 hatte der Gemeinderat folgende Verteilung: 13 SPÖ, 4 ÖVP und 2 FPÖ.[13]
- Mit den Gemeinderatswahlen in Niederösterreich 2000 hatte der Gemeinderat folgende Verteilung: 14 SPÖ und 5 ÖVP.[14]
- Mit den Gemeinderatswahlen in Niederösterreich 2005 hatte der Gemeinderat folgende Verteilung: 15 SPÖ und 4 ÖVP.[15]
- Mit den Gemeinderatswahlen in Niederösterreich 2010 hatte der Gemeinderat folgende Verteilung: 15 SPÖ und 4 ÖVP.[16]
- Mit den Gemeinderatswahlen in Niederösterreich 2015 hatte der Gemeinderat folgende Verteilung: 16 SPÖ und 3 ÖVP.[17]
- Mit den Gemeinderatswahlen in Niederösterreich 2020 hat der Gemeinderat folgende Verteilung: 15 SPÖ, 2 ÖVP und 2 FPÖ.[18]

### Bürgermeister
- seit 1996 Wolfram Erasim (SPÖ)[19]

### Wappen
Die niederösterreichische Landesregierung verlieh der Marktgemeinde 1989 folgendes Wappen: Ein erniedrigt geteilter Schild, unten eine rote Zinnenmauer mit drei schwarzen Schießscharten, darüber in Gold drei nach links fliegende schwarze Raben, eins zu zwei gestellt.

### Gemeindepartnerschaften
- seit 1990 Landshut in Tschechien[22][23]

## Persönlichkeiten
- Josef Buchta (* 1948), Präsident des Österreichischen Bundesfeuerwehrverbandes
- Melanie Erasim (* 1983), SPÖ-Politikerin und Abgeordnete zum Nationalrat